# Niceforitzes
Niceforitzes (em grego: Νικηφορίτζης; romaniz.: Nikephoritzes) foi um influente oficial eunuco bizantino, que serviu como ministro chefe e governante virtual durante o reinado do imperador Miguel VII Ducas (r. 1071–1078). Seu verdadeiro nome foi Nicéforo; ele recebeu o apelido "Niceforitzes" ("pequeno Nicéforo") como resultado de sua relativa mocidade quando entrou no serviço na corte. Ele tornou-se amplamente impopular devido a sua escorchante tributação e intromissão no suprimento de grãos de Constantinopla, bem como por sua negligência da Ásia Menor frente o avanço turco. Este ressentimento levou a eclosão de duas grandes rebeliões em 1077, e a posterior abdicação de Miguel VII. Niceforitzes foi capturado e torturado até a morte.

## Biografia

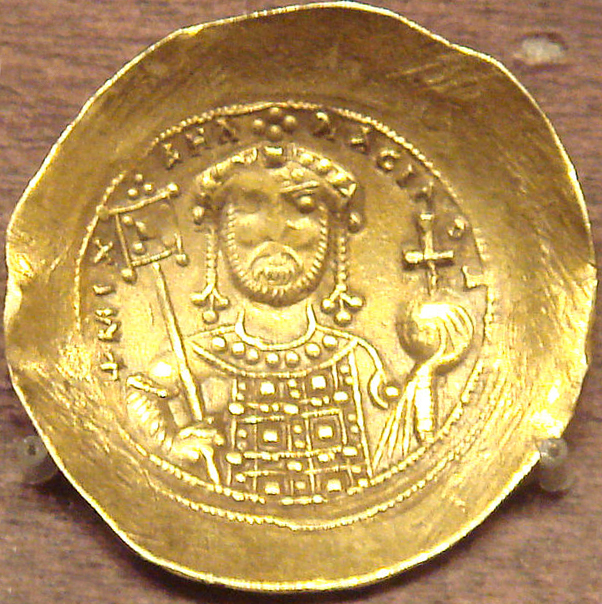
Histameno de r.

Niceforitzes nasceu no Tema Bucelário e entrou no serviço do secretariado imperial sob o imperador Constantino IX Monômaco (r. 1042–1055). Sob Constantino X Ducas (r. 1059–1067), foi despachado da corte para assumir o governo de Antioquia, pois alegadamente caluniou a imperatriz Eudócia Macrembolitissa (r. 1059–1071), acusando-a de adultério. Após a morte do imperador e a ascensão dela para a regência, foi preso. Foi libertado pelo novo imperador, Romano IV Diógenes (r. 1068–1071), e nomeado como pretor (governador civil) dos temas combinados da Hélade (Grécia Central e Tessália) e Peloponeso. Na ascensão de Miguel VII em 1071, Niceforitzes foi chamado de volta para servi-lo no governo imperial pelo tio do novo imperador, o césar João Ducas, que estimou suas habilidades administrativas. De volta em Constantinopla, foi nomeado logóteta do dromo, e seu poder cresceu rapidamente. Não só logo marginalizou os outros ministros, incluindo o poderoso Miguel Pselo, mas no outono de 1073, Niceforitzes forçou o césar a retirar-se da participação ativa na governança do Império Bizantino e retirar-se para suas propriedades.
Como o governante de facto do Império Bizantino, Niceforitzes começou com a reorganização do Estado, tentando restaurar seu poder e restabelecer o controle central. Sua primeira prioridade foi reabastecer o tesouro. Para isso, recorreu a uma taxação brutal, que causou dificuldades nas províncias e em Constantinopla, e reduziu o valor dos nomismas de seis para nove quilates, deixando-o com apenas 3/8 de ouro. Ele também estabeleceu um armazém central (fundax, phoundax) em Redesto (atual Tekirdağ) em um esforço de centralizar, regular e melhorar a tributação do suprimento de cereais de Constantinopla, formando um monopólio de Estado. De acordo com Miguel Ataliates, admitidamente uma fonte hostil, suas políticas resultaram em escassez de grãos e inflação de seu preço. Pelo inverno de 1076/1077, Constantinopla estava experimentando fome. Ao mesmo tempo, uma rebelião eclodiu na província danubiana de Parístrio, pois Niceforitzes parou de pagar os subsídios anuais para os mixobárbaros locais e os pechenegues. O vestarca Nestor, que foi enviado para apaziguar as coisas, juntou-se a rebelião. Notadamente, os rebeldes exigiram apenas uma coisa, a demissão de Niceforitzes, e quando tomaram Redesto, queimaram o armazém de cereais. Miguel VII prevaricou em sua resposta, sobre o qual Nestor com seus aliados pechenegues retiraram-se para norte em Parístrio, que por isso e pelas próximas duas décadas efetivamente permaneceu fora do controle imperial.

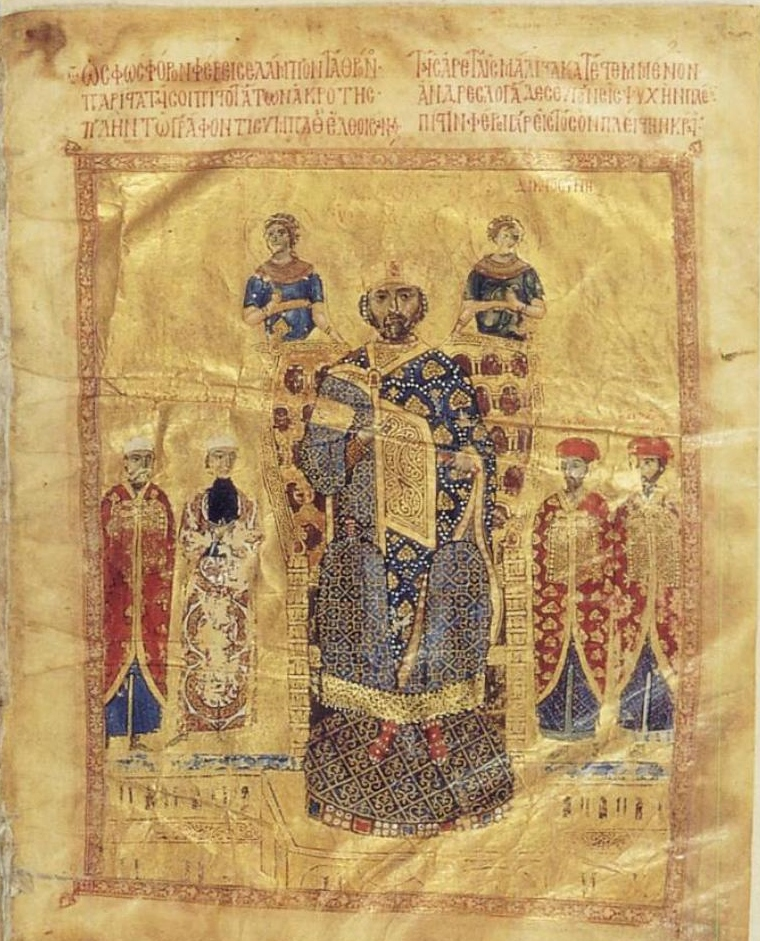
Iluminura de r. entre seus oficiais cortesões seniores

Niceforitzes também tentou reformar o exército, e reviveu o regimento dos atánatos (imortais) e formou os comatenos. A situação militar durante sua administração estava particularmente grave, com ataques sérvios e a revolta búlgara de Constantino Bodino, enquanto na Ásia Menor o governo imperial enfrentou a rebelião de Roussel de Bailleul, bem como a infiltração turca ascendente da Ásia Menor no rescaldo da batalha de Manzicerta, na qual o exército falhou em responder adequadamente. Embora inegavelmente um administrador capaz, suas medidas financeiras e tendências centralizantes em assuntos administrativos foram geralmente ressentidas. Com a exceção de Cecaumeno, que louvou-o como "um excelente homem em tudo, muito razoável, experiente em assuntos militares e administrativos embora um eunuco, generoso, muito hábil, e capaz de entender e falar apropriadamente", todas as outras fontes relacionam histórias de sua ganância e corrupção. Nisso, elas focam especialmente no mosteiro em Hebdomo, que ele administrou, e onde guardou sua fortuna pessoal.
A oposição coalesceu em torno do patriarca de Antioquia Emiliano, um antigo inimigo seu de seu tempo em Antioquia, com apoio de vários bispos e as guildas da capital. Além disso, no verão de 1077, Nicéforo Briênio, o Velho nos Bálcãs, e Nicéforo Botaniates na Ásia Menor, rebelaram-se contra Miguel VII. Briênio marchou contra Constantinopla, esperando rendê-la, mas a pilhagem de seus subúrbios por suas tropas dissuadiu os habitantes da capital, e ele teve que retirar-se. Por sua vez, um grupo de bispo opositores ao ministro reuniu-se em Santa Sofia em 7 de janeiro de 1078, e proclamou Botaniates imperador. Niceforitzes respondeu forçando a remoção deles da catedral, pelo que foi excomungado pelo patriarca de Constantinopla Cosme I. Aleixo Comneno, que ascendeu a alto comando sob Niceforitzes, sugeriu a supressão violenta da oposição, mas Miguel VII posteriormente decidiu abdicar em favor de Botaniates em 31 de março de 1078.
Niceforitzes fugiu da capital e procurou refúgio em Heracleia Pôntica, onde Roussel de Bailleul estava acampado. Roussel, contudo, prendeu-o e enviou-o para o novo imperador. Ele foi exilado para a ilha de Prote e então Oxeia, onde foi brutalmente torturado pelo grande heteriarca Romano Estraboromano e morreu como resultado.